# Bagisara avangareza
Bagisara avangareza är en fjärilsart som beskrevs av William Schaus 1911. Bagisara avangareza ingår i släktet Bagisara och familjen nattflyn. Inga underarter finns listade i Catalogue of Life.